# Turnera simulans
Turnera simulans är en passionsblomsväxtart som beskrevs av M.M. Arbo. Turnera simulans ingår i släktet Turnera och familjen passionsblomsväxter. Inga underarter finns listade i Catalogue of Life.